# راسيل ميلارد
راسيل ميلارد (1 مارس 1973 في الولايات المتحدة - ) (بالإنجليزية: Russ Millard)‏ هو لاعب كرة سلة أمريكي في مركز هجوم قوي الجسم. شارك في بطولة أمم الأمريكتين لكرة السلة 1997. ولعب مع بالاكانسترو فاريزي.

## وصلات خارجية
- راسيل ميلارد على موقع سبورتس رفرنس (الإنجليزية)
- راسيل ميلارد على موقع كرة السلة الأوروبية.كوم (الإنجليزية)
- راسيل ميلارد على موقع كلية كرة السلة في سبورتس رفرنس.كوم (الإنجليزية)
- راسيل ميلارد على موقع ريلجم (الإنجليزية)
- راسيل ميلارد على موقع بروبوليرز (الإنجليزية)